# The United States Marine Band
The United States Marine Band ist ein US-amerikanischer Kurzfilm aus dem Jahr 1942. 

## Handlung
Die United States Marine Band spielt in Zusammenarbeit mit einigen Sängern drei Lieder. Während der Lieder werden Filmaufnahmen von marschierenden Marines in Washington, D.C., in Formation fahrende Schlachtschiffe und ein Landemanöver der Marines mit gleichzeitigem Deckungsfeuer der Schlachtschiffe gezeigt.

## Auszeichnungen
1943 wurde der Film in der Kategorie Bester Kurzfilm (eine Filmrolle) für den Oscar nominiert.

## Hintergrund
Uraufgeführt wurde der Film der Warner Bros. am 14. November 1942.
Die Band wurde von Captain William F. Santelman geleitet. Der Commandant of the Marine Corps, General Thomas Holcomb, hatte einen kleinen Auftritt.
Gespielt wurden: The Marine's Hymn aus der komischen Operette Geneviève de Brabant von Jacques Offenbach, The Song of the Marines von Harry Warren und Al Dubin und Semper Fidelis von John Philip Sousa.